# Hvalfangstmonumentet
El Hvalfangstmonumentet, que en català vol dir "monument a la caça de balenes", és una estàtua commemorativa rotatòria de bronze situada al port de Sandefjord, a Noruega. Es troba a la fin del carrer principal de la ciutat, Jernbanealléen.
El monument és obra de l'escultor noruec Knut Steen, qui va guanyar un concurs en el qual van participar més de cent escultors. Va rebre una comissió en 1953 i va invertir set anys per acabar l'obra. Es va inaugurar en 1960 i s'ha convertit en una de les seues obres més reconegudes.
Presenta un barco de pesca aixecat per l'aleta d'una balena. Representa quatre figures de baleners amb rems en un pot obert, amb arpons llestos i ruixant aigua. Està fet a l'estil d'una rosa dels vents i gira lentament. Les parts centrals estan fetes de bronze i pesen 26 tones. Les columnes d'aigua de la font són regulades a diferents altures. La piscina té 128 llums submarines. Al voltant de la font hi ha relleus estilitzats en granit de la caça moderna de balenes.
Els costos associats amb el disseny i la construcció de l'escultura van ser donats a la ciutat pel magnat balener Lars Christensen, qui ja havia finançat els costos de la construcció i desenvolupament del Museu de Sandefjord.